# Jim Beaver
James Norman "Jim" Beaver, Jr. (Laramie, Wyoming, 1950. augusztus 12. –) amerikai színész, drámaíró, forgatókönyvíró, rendező és filmtörténész.
A nagyközönség számára leginkább Whitney Ellsworth, a morcos, de melegszívű talajkutató szerepében lehet ismerős a Deadwood című westernsorozatból. Ő alakította Bobby Singert az Odaát és Shelby Parlow seriffet A törvény embere című sorozatokban.
Emlékirata Life's That Way címmel jelent meg 2009 áprilisában.

## Élete

### Fiatalkora
A Wyoming állambeli Laramie-ben született Dorothy Adell (leánykori nevén Crawford) és James Norman Beaver Sr. (1924-2004) lelkész fiaként. Édesapja francia és angol származású (a családnév eredetileg Beavoir volt, így Beaver távoli unokatestvére az író és filozófus Simone de Beauvoir-nak és Pennsylvania kormányzójának, James A. Beaver tábornoknak). Édesanyja skót-német-cseroki John J. Crittenden szenátor, kormányzó és háromszor megválasztott főállamügyész leszármazottja. Három fiatalabb lánytestvére van: Denise, Reneé, és Teddlie. 1968-ban végzett a Fort Worth Katolikus Akadémián. Bár játszott néhány iskolai színdarabban, nem igazán mutatott érdeklődést a színészi karrier iránt, hanem inkább a filmtörténet felé hajlott, és író szeretett volna lenni.
Kevesebb mint két hónappal középiskolai ballagása után Beaver követte néhány barátját az Amerikai Haditengerészethez. 1970-től egy évig Dél-Vietnámban szolgált, majd visszatért az Egyesült Államokba. 1976-ban szerelt le végleg.
Rengeteg színdarabban játszott a főiskolán, miközben taxisofőrként, filmvetítőként, egy teniszklub karbantartójaként, valamint kaszkadőrként is dolgozott egy vidámparkban. Főiskolai évei alatt kezdett el írni: rengeteg színdarabot, ill. első könyvét, amit John Garfield színészről írt. Szóbeli kommunikáció szakon végzett 1975-ben.

### Pályafutása
A színpadon először 1972 októberében debütált, még a főiskolán, W. Somerset Maugham Eső című darabjában. Miután visszatért Texasba, sokat dolgozott a helyi színházban. 1979-ben New Yorkba költözött, és miközben továbbra is színpadon játszott, írta meg George Reeves színész életrajzát. 1983-ban Los Angeles-be költözött, ahol mint színész és forgatókönyvíró dolgozik.
Több népszerű filmben is feltűnt: Apáca show, Sliver, Rossz lányok, Adaptáció, Magnólia és David Gale élete.

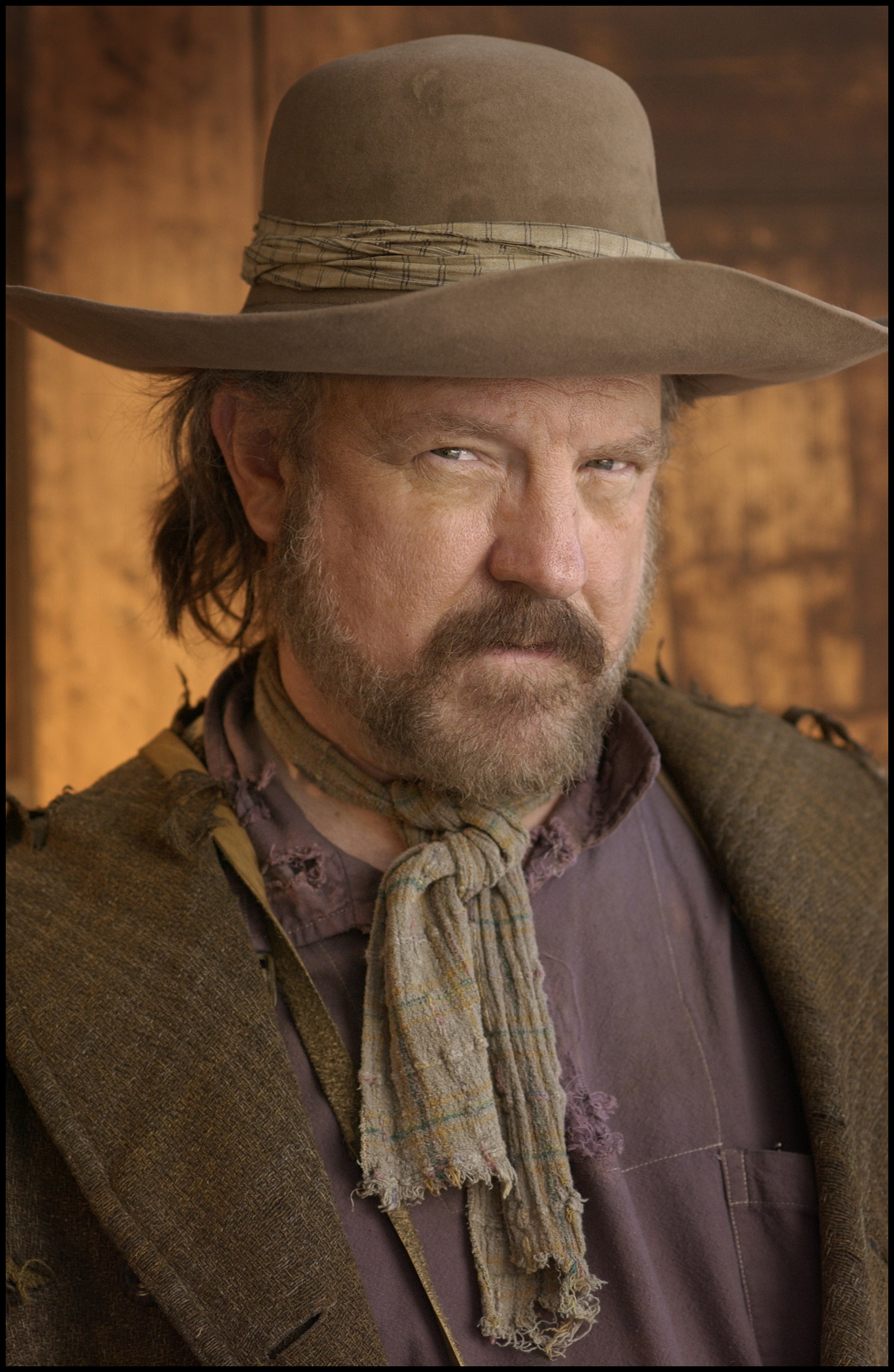
Jim Beaver, mint Whitney Ellsworth a Deadwoodból.

2002-ben Beaver szerepet kapott a Deadwood című western-drámasorozatban, mint Whitney Ellsworth, az aranybányász. Beaver úgy jellemezte őt, mint egy Tourette-szindrómás Gabby Hayest.
2006-ban csatlakozott az HBO John Cincinattiból drámájának színészgárdájához, s közben eljátszotta a Bobby Singer visszatérő szerepét is az Odaát sorozatban, valamint Carter Reese-t egy másik HBO-drámasorozatban, a Hármastársak-ban. Ezek után fogadta el Charlie Mills seriff szerepét a CBS A Harper-sziget című drámájában. A fegyverkereskedő Lawsont alakította a Breaking Bad – Totál szívás és a Better Call Saul sorozatokban, valamint ő játszotta Shelby Parlow seriffet három évadon át az FX A törvény embere sorozatában.
A The Silence of Bees rövidfilmben való szerepléséért elnyerte a Legjobb Színész Díját a 2010-es New York-i filmfesztiválon.

### Magánélete
Főiskolai ideje alatt, 1973 augusztusában elvette feleségül hallgatótársát, Debbie Youngot, de a pár négy hónappal később különvált (a válásra csak 1976-ban került sor). Évekkel a Kaliforniába való költözése után együtt lakott gyerekkori barátjával, Hank Wordennel.
1989-ben, négy év udvarlás után házasodott össze Cecily Adams színésznővel és castingrendezővel, Don Adams színész lányával. Lányuk, Madeline 2001-ben született meg. Cecily Adams 2004 március 4-én tüdőrákban elhunyt.
Beaver 2016-tól élt párkapcsolatban Sarah Spiegel színész-énekesnővel, akivel 2019. június 20-án keltek egybe. 2022 Beaver beadta a válási kérelmet, házasságuk hivatalosan 2024. január 23-án ért véget.

## Filmográfia

### Film
| Év   | Magyar cím                     | Eredeti cím                                       | Szerep                                             | Magyar hang    |
| ---- | ------------------------------ | ------------------------------------------------- | -------------------------------------------------- | -------------- |
| 1977 | Majdnem futball                | Semi-Tough                                        | B.E.A.T. Tag                                       |                |
| 1978 |                                | The Seniors                                       | ügyfél                                             |                |
| 1981 | Fantom az éjszakában           | Nighthawks                                        | metró utasa                                        |                |
| 1983 | Silkwood                       | Silkwood                                          | üzemvezető                                         |                |
| 1985 |                                | File 8022                                         | Ben Crysler                                        |                |
| 1987 |                                | Sweet Revenge                                     | csempész                                           |                |
| 1987 | Eszelős Hollywood              | Hollywood Shuffle                                 | postai dolgozó                                     |                |
| 1988 |                                | Two Idiots in Hollywood                           | síró férfi                                         |                |
| 1988 |                                | Defense Play                                      | FBI-ügynök                                         |                |
| 1989 | Egyik kopó, másik eb           | Turner & Hooch                                    | erőmű vezetője                                     | Vass Gábor     |
| 1989 | Az ellenség földjén            | In Country                                        | Earl Smith                                         | Laklóth Aladár |
| 1991 |                                | Little Secrets                                    | italbolti eladó (Richard Muldoon néven)            |                |
| 1992 | Apáca show                     | Sister Act                                        | Clarkson nyomozó                                   |                |
| 1992 | Jégforró és tűzhideg           | Twogether                                         | Oscar                                              |                |
| 1993 | Sliver                         | Sliver                                            | Ira nyomozó                                        | Melis Gábor    |
| 1993 | Geronimo – Az amerikai legenda | Geronimo: An American Legend                      | kikiáltó                                           |                |
| 1994 | Csont nélkül                   | Blue Chips                                        | Ricky apja                                         | Áron László    |
| 1994 |                                | Children of the Dark                              | Roddy Gibbons                                      |                |
| 1994 | Rossz lányok                   | Bad Girls                                         | Graves nyomozó                                     | Csikos Gábor   |
| 1997 | Sebzett vad                    | Wounded                                           | Eric Ashton ügynök                                 | Melis Gábor    |
| 1998 |                                | At Sachem Farm                                    | művezető                                           |                |
| 1999 | Magnólia                       | Magnolia                                          | mosolygó mogyorós törzsvendég                      |                |
| 2000 | Ahol a szív lakik              | Where the Heart Is                                | Clawhammer (törölt jelenetek)                      |                |
| 2001 | Kéjutazás                      | Joy Ride                                          | Ritter seriff                                      | Végh Ferenc    |
| 2001 | Kéjutazás                      | Joy Ride                                          | Ritter seriff                                      | Varga Tamás    |
| 2002 | Szupercsapat négy keréken      | Wheelmen                                          | Hammond ügynök                                     |                |
| 2002 | Adaptáció                      | Adaptation.                                       | Tony vadőr                                         |                |
| 2003 | David Gale élete               | The Life of David Gale                            | Duke Grover                                        | Bácskai János  |
| 2003 |                                | Wave Babes                                        | Amos Nandy                                         |                |
| 2003 |                                | The Commission                                    | Howard L. Brennan                                  |                |
| 2007 | Next – A holnap a múlté        | Next                                              | Wisdom                                             |                |
| 2007 |                                | Cooties                                           | férfi                                              |                |
| 2009 |                                | Dark and Stormy Night                             | Jack Tugdon                                        |                |
| 2011 | A Pokol Kapujának legendája    | The Legend of Hell's Gate: An American Conspiracy | J. Wright Mooar                                    |                |
| 2015 |                                | The Frontier                                      | Lee                                                |                |
| 2015 | Bíborhegy                      | Crimson Peak                                      | Carter Cushing                                     | Ujréti László  |
| 2017 |                                | Billy Boy                                         | Crabtree                                           |                |
| 2017 |                                | Remember The Sultana                              | Joseph Taylor Elliott / Nathaniel Wintringer tiszt |                |
| 2021 | Rémálmok sikátora              | Nightmare Alley                                   | Jedediah Judd seriff                               | Faragó András  |

Rövidfilmek
- 1979: Warnings – A Művész
- 1989: Mergers & Acquisitions – Gabby Hayes
- 1989: The Cherry – A kapitány
- 1999: Impala – Bert Davis seriff
- 1999: Ah! Silenciosa – Ambrose Bierce
- 2000: Fraud – Mason nyomozó
- 2008: Reflections – Frank
- 2008: The Silence of Bees – Parker Lam
- 2013: Night Riders – nem szerepel (forgatókönyvíró, filmrendező és vezető producer)

### Televízió
| Év         | Magyar cím                                    | Eredeti cím                                   | Szerep                               | Megjegyzések                                   |
| ---------- | --------------------------------------------- | --------------------------------------------- | ------------------------------------ | ---------------------------------------------- |
| 1978       |                                               | Desperado                                     | Nathan                               | tévéfilm                                       |
| 1978–1979  | Dallas                                        | Dallas                                        | Diner / Julie kertésze               | 2 epizód                                       |
| 1979       |                                               | Dallas Cowboys Cheerleaders                   | Cowboy játékos                       | tévéfilm                                       |
| 1983       |                                               | Girls of the White Orchid                     | járókelő                             | tévéfilm stáblistán nem szerepel               |
| 1985–2000  | Nyughatatlan fiatalok                         | The Young and the Restless                    | Jim McCastor nyomozó / Leo Sylvestri | 8 epizód                                       |
| 1986       |                                               | Divorce Court                                 | Wrench McCoy                         |                                                |
| 1987       | Jake meg a dagi                               | Jake and the Fatman                           | védőügyvéd                           | 1 epizód                                       |
| 1988       |                                               | Matlock                                       | Barney Sutler                        | 1 epizód                                       |
| 1988       | Perry Mason – Hölgy a tóban                   | Perry Mason: The Case of the Lady in the Lake | moteltulajdonos                      | tévéfilm                                       |
| 1988       |                                               | Paradise                                      | Frank Foster                         | 1 epizód                                       |
| 1989       |                                               | CBS Summer Playhouse                          | szomszéd                             | 1 epizód                                       |
| 1989       |                                               | Mothers, Daughters and Lovers                 | Jack Edzard seriff                   | tévéfilm                                       |
| 1989       |                                               | The Young Riders                              | Johnson                              | 1 epizód                                       |
| 1990       | Kövesd a szíved!                              | Follow Your Heart                             | Craig Hraboy                         | tévéfilm                                       |
| 1990       |                                               | Nasty Boys                                    | Wetstone                             | 1 epizód                                       |
| 1990       | Texas ördöge                                  | El Diablo                                     | Spivey Irick                         | tévéfilm                                       |
| 1990       |                                               | The Court-Martial of Jackie Robinson          | Trimble őrmester                     | tévéfilm                                       |
| 1990       | Dowling atya nyomoz                           | Father Dowling Mysteries                      | Drake                                | 1 epizód                                       |
| 1990       |                                               | Midnight Caller                               | Tom Barlow                           | 1 epizód                                       |
| 1991–1992  |                                               | Santa Barbara                                 | erőszakoló / moteles férfi           | 3 epizód                                       |
| 1991–1993  |                                               | Reasonable Doubts                             | Earl Gaddis nyomozó                  | 14 epizód                                      |
| 1992       |                                               | Gunsmoke: To the Last Man                     | Willie Rudd seriffhelyettes          | tévéfilm                                       |
| 1993       | Vadnyugati történet: Nehéz úton               | Gunsmoke: The Long Ride                       | vándorló kovács                      | tévéfilm                                       |
| 1993       | Lois és Clark: Superman legújabb kalandjai    | Lois & Clark: The New Adventures of Superman  | Henry Barnes                         | 1 epizód                                       |
| 1994–1995  |                                               | Thunder Alley                                 | Leland DuParte                       | 27 epizód                                      |
| 1995       | Házi barkács                                  | Home Improvement                              | Duke Miller                          | 1 epizód                                       |
| 1995       | Megoldatlan rejtélyek                         | Unsolved Mysteries                            | önmaga                               | 1 epizód                                       |
| 1996       |                                               | High Incident                                 | Apa a roncsban                       | 1 epizód                                       |
| 1996       |                                               | Bone Chillers                                 | Edgar Allan Poe                      | 1 epizód                                       |
| 1996–1997  |                                               | Murder One                                    | Donald Cleary                        | 2 epizód                                       |
| 1996–2004  | Ármány és szenvedély                          | Days of our Lives                             | Timothy Jansen atya                  | 26 epizód                                      |
| 1997       | New York rendőrei                             | NYPD Blue)                                    | furgonvezető / Jézus Krisztus        | 1 epizód                                       |
| 1997       |                                               | Moloney                                       | Ashton nyomozó                       | 1 epizód                                       |
| 1997       | Kémpárbaj                                     | Spy Game                                      | Thornbush                            | 1 epizód                                       |
| 1997       | Gyűlölet                                      | Divided by Hate                               | Danny Leland                         | tévéfilm                                       |
| 1997       | Teljes biztonsággal                           | Total Security                                | McKissick nyomozó                    | 1 epizód                                       |
| 1998       | Melrose Place                                 | Melrose Place                                 | Virgil vadőr                         | 1 epizód                                       |
| 1998       | Pensacola: A név kötelez                      | Pensacola: Wings of Gold                      | Színész                              | 1 epizód                                       |
| 1998       | Mr. Murder – A tökéletes gyilkos              | Mr. Murder                                    | Jason Reiling ügynök                 | tévéfilm                                       |
| 1998–1999  |                                               | E! Mysteries & Scandals                       | önmaga                               | 2 epizód                                       |
| 1998–1999  | Űrbalekok                                     | 3rd Rock from the Sun                         | Happy Doug                           | 7 epizód                                       |
| 1999       | X-akták                                       | The X-files                                   | halottkém                            | 1 epizód (Terepbejárás)                        |
| 2000       |                                               | Biography                                     | önmaga                               | 1 epizód                                       |
| 2000–20001 | Csak egy kis para                             | The Trouble With Normal                       | Gary                                 | 8 epizód                                       |
| 2001       | Azok a 70-es évek show                        | That '70s Show                                | Tony                                 | 1 epizód                                       |
| 2001       | Red Rock őre                                  | Warden of Red Rock                            | Jefferson Bent                       | tévéfilm                                       |
| 2001       | Az ügyosztály                                 | The Division                                  | Fred Zito                            | 1 epizód                                       |
| 2001       | Star Trek: Enterprise                         | Star Trek: Enterprise                         | Daniel Leonard admirális             | - 1 epizód - magyar hangja: - Csuha Lajos      |
| 2001       | Az elnök emberei                              | The West Wing                                 | Carl                                 | 1 epizód                                       |
| 2001       |                                               | Philly                                        | Nelson Vanderhoff                    | 1 epizód                                       |
| 2003       | Hivatalból vesztes                            | Andy Richter Controls the Universe            | Craig                                | 1 epizód                                       |
| 2003       | Sírhant művek                                 | Six Feet Under                                | börtön tiszt                         | 1 epizód                                       |
| 2003       | Tremors – Ahová lépek ott mindig szörny terem | Tremors                                       | Sam Boggs seriff                     | 1 epizód                                       |
| 2003       |                                               | The Lyon's Den                                | Hank Ferris                          | 1 epizód                                       |
| 2004       | Monk – A flúgos nyomozó                       | Monk                                          | Mathis seriff                        | 1 epizód                                       |
| 2004       | Bostoni halottkémek                           | Crossing Jordan                               | Diggory vadőr                        | 1 epizód                                       |
| 2004–2006  | Deadwood                                      | Deadwood                                      | Whitney Ellsworth                    | 35 epizód                                      |
| 2006       | Az egység                                     | The Unit                                      | Lloyd Cole                           | 1 epizód                                       |
| 2006       | CSI: A helyszínelők                           | CSI: Crime Scene Investigation                | Stanley Tanner                       | 2 epizód                                       |
| 2006–2013  | Odaát                                         | Supernatural                                  | Bobby Singer                         | 69 epizód (1-9. évad)                          |
| 2007       | Daybreak – Időbe zárva                        | Day Break                                     | Nick Vukovic 'Nagybácsi'             | 5 epizód                                       |
| 2007       | John Cincinattiból                            | John from Cincinnati                          | Vietnam Joe                          | 8 epizód                                       |
| 2007       | Hármastársak                                  | Big Love                                      | Carter Reese                         | 3 epizód                                       |
| 2007       | Gyilkos elmék                                 | Criminal Minds                                | Williams seriff                      | 1 epizód                                       |
| 2009       | A Harper-sziget                               | Harper's Island                               | Charlie Mills seriff                 | 11 epizód                                      |
| 2009       | Psych – Dilis detektívek                      | Psych                                         | Stinky Pete Dillingham               | 1 epizód                                       |
| 2010       | Esküdt ellenségek: Los Angeles                | Law & Order: Los Angeles                      | Frank Loomis                         | 1 epizód                                       |
| 2010       | A mentalista                                  | The Mentalist                                 | Cobb Holwell                         | 1 epizód                                       |
| 2010       | Hazudj, ha tudsz!                             | Lie to Me                                     | Gus                                  | 1 epizód                                       |
| 2010       | Zűrös szerelmek                               | Love Bites                                    | kamionos                             | 1 epizód                                       |
| 2011–2012  | Breaking Bad – Totál szívás                   | Breaking Bad                                  | Lawson fegyverkereskedő              | - 2 epizód - magyar hangja: - Borbiczki Ferenc |
| 2011–2013  | A törvény embere                              | Justified                                     | Shelby Parlow                        | 14 epizód                                      |
| 2012       | Dexter                                        | Dexter                                        | Clint McKay                          | 1 epizód                                       |
| 2013       | A semmi közepén                               | The Middle                                    | Mr. Stokes                           | 1 epizód                                       |
| 2013       |                                               | Mike & Molly                                  | Dwight                               | 2 epizód                                       |
| 2013       |                                               | Longmire                                      | Lee Roskey                           | 1 epizód                                       |
| 2013       | Revolution                                    | Revolution                                    | John Fry                             | 2 epizód                                       |
| 2014       | Gyilkos ügyek                                 | Major Crimes                                  | Tanácsadó                            | 1 epizód                                       |
| 2014       | NCIS                                          | NCIS                                          | Tom O'Rourke százados                | 1 epizód                                       |
| 2015–2017  |                                               | The New Adventures of Peter and Wendy         | George Darling                       | websorozat                                     |
| 2016       | Better Call Saul                              | Better Call Saul                              | Lawson fegyverkereskedő              | 2 epizód                                       |
| 2016       | Dr. Csont                                     | Bones                                         | George Gibbons                       | 1 epizód                                       |
| 2017       | NCIS: New Orleans                             | NCIS: New Orleans                             | Jackson Hauser                       | 1 epizód                                       |
| 2017       | Időutazók                                     | Timeless                                      | Jake Neville                         | 3 epizód                                       |
| 2017       | Gyilkos elmék: Túl minden határon             | Criminal Minds: Beyond Borders                | Donald Atwood                        | 1 epizód                                       |
| 2017       | A jóslás urai                                 | Shut Eye                                      | Bob Caygeon                          | 2 epizód                                       |
| 2017–2019  | A farm                                        | The Ranch                                     | Chuck Phillips                       | 12 epizód                                      |
| 2019       | Watchmen                                      | Watchmen                                      | Andy                                 | 1 epizód                                       |
| 2019–      | A fiúk                                        | The Boys                                      | Robert "Dakota Bob" Singer           | 6 epizód                                       |
| 2020       | Az ifjú Sheldon                               | Young Sheldon                                 | Kenneth                              | 1 epizód                                       |
| 2021–2022  |                                               | B Positive                                    | Spencer Williams                     | visszatérő szereplő (15 epizód)                |
| 2023       | Winchesterék                                  | The Winchesters                               | Bobby Singer                         | 1 epizód                                       |

## Irodalmi munkák

### Könyvek
- John Garfield: His Life and Films (1978)
- Movie Blockbusters (with Steven Scheuer) (1982, átdolgozott kiadás 1983)
- Life's That Way: A Memoir (2009)

### Fikció
- The Afternoon Blood Show, Alfred Hitchock's Mystery Magazine, április 29, 1981

### Színdarabok
- The Cop and the Anthem (O. Henry rövid története alapján) (1973)[13]
- Once Upon a Single Bound (1974)[13]
- As You Like It, or Anything You Want To, Also Known as Rotterdam and Parmesan Are Dead (1975)[13]
- The Ox-Bow Incident (Walter Van Tilburg Clark regénye alapján) (1978)[13]
- Spades (1979)[13]
- Sidekick (1981)[13]
- Semper Fi (1984)[13]
- Verdigris (1985)[13]
- Truth, Justice, and the Texican Way (1986)[13]
- Pressing Engagements (1990)[13]
- Mockingbird (2003)[13]
- Night Riders (2006)
- The American Way (2011)
- Whigs, Pigs, and Greyhounds (2011)
- Lettering (2013)

### Újságcikkek
- "John Wayne", Films in Review, Május 1977
- "George Raft", Films in Review, Április 1978
- "John Carradine", Films in Review, Október 1979
- "James Stewart", Films in Review, Október 1980
- "Steve McQueen", Films in Review, Augusztus–Szeptember 1981
- "Frank Perry", Films in Review, November 1981
- "Strother Martin", Films in Review, November 1982
- "Ad Glib" (regular column). Films in Review, November 1981 – December 1983

## Fordítás
- Ez a szócikk részben vagy egészben  a   Jim Beaver című angol Wikipédia-szócikk ezen változatának fordításán alapul.  Az eredeti cikk szerkesztőit annak laptörténete sorolja fel. Ez a jelzés csupán a megfogalmazás eredetét és a szerzői jogokat jelzi, nem szolgál a cikkben szereplő információk forrásmegjelöléseként.